# Văn Vịnh San
Văn Vịnh San (giản thể: 文咏珊, phồn thể: 文詠珊, bính âm: Wén Yǒng Shān; sinh ngày 29 tháng 12 năm 1988) là một nữ diễn viên người Hồng Kông, trực thuộc công ty giải trí Sun Entertainment Culture Limited.

## Tiểu sử
Văn Vịnh San lớn lên ở làng Lê Mộc Thụ, Thuyên Loan, Hồng Kông. Năm tiểu học, cô theo học tại Trường tiểu học Hội nghị Baptist Hồng Kông và cấp hai đã chuyển sang học ở Trường trung học cơ sở Hồ Hán Huy của Hiệp hội Dệt may thuộc Phòng Thương mại Hoa Kỳ. Khi cô còn nhỏ, mẹ cô rất thích chụp ảnh cho cô, Văn Vịnh San cũng rất nhạy cảm với máy ảnh, tạo dáng rất giỏi. Lúc còn là sinh viên, Văn Vịnh San đã gia nhập đội vĩ cầm trong dàn nhạc của trường và tham gia biểu diễn kịch.

## Sự nghiệp
Ngày 8 tháng 7 năm 2016, bộ phim hành động tội phạm Hàn Chiến 2 đóng cùng Quách Phú Thành, Lương Gia Huy, Châu Nhuận Phát được ra mắt, trong phim cô đóng vai người yêu của Châu Nhuận Phát – luật sư Âu Vịnh Ân. Cũng với vai diễn này, cô đã được đề cử ở Giải thưởng Điện ảnh Hồng Kông lần thứ 36 tại hạng mục Nữ diễn viên phụ xuất sắc nhất. Đầu tháng 10, cô được mời tham dự show diễn thời trang xuân hè 2017 của Tuần lễ thời trang Paris. Ngày 21 tháng 10, bộ phim điện ảnh đề tài trinh thám Hung Thủ Còn Chưa Ngủ do Hứa Chí An và Lâm Gia Đống diễn chính có sự tham gia của cô được công chiếu, Văn Vịnh Săn vào vai Tăng Tư Mẫn, cô gái vô tình bị bắt cóc vài ngày trước khi kết hôn. Ngày 16 tháng 11, bộ phim Tình Yêu Xuyên Thời Gian cô hợp tác cùng Ngụy Đại Huân, Quách Tuyết Phù được chính thức lên sóng.
Tháng 6 năm 2017, cô xác nhận sẽ xuất hiện trong phim truyền hình Phong Thanh của đạo diễn Lý Vân Lượng. Ngày 10 tháng 11, bộ phim hành động tội phạm Cuồng thú cô hợp tác cùng Trương Tấn, Dư Văn Lạc và Ngô Việt đã được công chiếu, trong phim cô đóng vai một kẻ giết người lãnh đạm, tàn nhẫn – A Tuyết. Ngày 21 tháng 11, bộ phim truyền hình cổ trang ma huyễn Cửu Châu Hải Thượng Mục Vân Ký phát sóng với sự tham gia của Hoàng Hiên, Đậu Kiêu, Châu Nhất Vi, trong phim cô đóng vai Phán Hề xinh đẹp tựa tranh.
Ngày 24 tháng 4 năm 2018, web series phim khoa học viễn tưởng Vua Mạo Hiểm Vệ Tư Lý 2: Người máu xanh hợp tác cùng Dư Văn Lạc, Hồ Nhiên, Lâm Đạt Hoa được phát sóng. Tháng 9, cô bộ phim kiếm hiệp chuyển thể từ tác phẩm của nhà văn Kim Dung – Thiên Long Bát Bộ do cô tham gia chính thức khởi quay, trong phim cô vào vai Vương Ngữ Yên.
Ngày 10 tháng 3 năm 2019, bộ phim tâm lý tình cảm Chỉ vì gặp được em do cô cùng Trương Minh Ân thủ vai chính được lên sóng, trong phim cô đóng vai nhà thiết kế trang sức – Cao Khiết. Ngày 7 tháng 11, bộ phim điện ảnh chống khủng bố Lê Minh Huân Chương cô hợp tác cùng Kiều Chân Vũ và Thích Tiểu Long chính thức khai máy.
Tháng 5 năm 2020, cô được xác nhận sẽ xuất hiện trong bộ phim kiếm hiệp Ỷ Thiên Đồ Long Ký của đạo diễn Vương Tinh, trong phim cô vào vai Triệu Mẫn. Ngày 24 tháng 12, bộ phim đề tài gián điệp chiến tranh Phong Thanh do cô cùng Từ Lộ hợp tác diễn chính chính thức phát sóng, trong phim cô vào vai Lý Ninh Ngọc, khoa trưởng của sở cơ yếu.
Tháng 2 năm 2021, bộ phim Thám tử phố Tàu 3 được công chiếu, trong phim cô đóng vai mẹ của Tiểu Lâm Hạnh Nại.

## Danh sách phim

### Phim điện ảnh
| Năm            | Tựa đề                   | Tựa đề tiếng Trung                    | Vai                | Ghi chú   |
| -------------- | ------------------------ | ------------------------------------- | ------------------ | --------- |
| 2007           | Thập Phân Ái             | 十分爱                                | Bạn gái cũ mạnh mẽ | Vai phụ   |
| 2008           | Ái Đấu Đại               | 爱斗大                                | Janice             | Vai phụ   |
| 2008           | Thiếu nữ nội y           | 内衣少女                              | Donut              | Vai phụ   |
| 2009           | Ái Tình Cố Sự            | 爱情故事                              | Tiểu Tôn           | Vai chính |
| 2010           | Vi Nhĩ Chung Tình        | 为你钟情                              | Phương Dĩnh Chi    | Vai chính |
| 2011           | Mê Đồ Truy Hung          | 迷途追凶                              | Đại Ti             | Vai phụ   |
| 2011           | Biến Tiết: Tiềm Tội Phạm | 变节：潜罪犯                          | Carmen             | Vai phụ   |
| 2012           | Đại Truy Bộ              | 大追捕                                | Từ Tuyết, Từ Y Vân | Vai phụ   |
| 2012           | Nhiệt Ái Đảo             | 热爱岛                                | Ân Ny Ti           | Vai phụ   |
| 2013           | Mortician                | 临终囧事                              | Tiểu Ba Mụ         | Vai phụ   |
| 2014           | The Midnight After       | 那夜凌晨，我坐上了旺角开往大埔的红VAN | Yuki               | Vai phụ   |
| 2015           | Xích đạo                 | 赤道                                  | Trương Di Quân     | Vai phụ   |
| 2015           | Ngày Nghỉ Paris          | 巴黎假期                              | Nicole             | Vai phụ   |
| 2016           | Hàn Chiến 2              | 寒战2                                 | Âu Vịnh Ân         | Vai phụ   |
| 2016           | Hung thủ còn chưa ngủ    | 凶手还未睡                            | Tăng Tư Mẫn        | Vai chính |
| 2017           | Cuồng Thú                | 狂兽                                  | A Tuyết            | Vai phụ   |
| 2020           | Ỷ Thiên Đồ Long Ký       | 倚天屠龙记                            | Triệu Mẫn          | Vai chính |
| 2021           | Thám tử phố Tàu 3        | 唐人街探案3                           | Lâm Nại            | Vai phụ   |
| Chưa phát sóng | Lê Minh Huân Chương      | 黎明勋章                              | Lý Viện            | Vai phụ   |

### Phim truyền hình/Phim chiếu mạng
| Năm            | Tựa đề                                       | Tiếng Trung          | Vai               | Ghi chú   |
| -------------- | -------------------------------------------- | -------------------- | ----------------- | --------- |
| 2015           | Bài ca tốt nghiệp                            | 毕业歌               | Vương Đa Dĩnh     | Vai phụ   |
| 2015           | Thục Sơn Chiến Kỷ 1: Chi Kiếm Hiệp Truyền Kỳ | 蜀山战纪之剑侠传奇   | Châu Thanh Vân    | Vai phụ   |
| 2016           | Tình yêu xuyên thời gian                     | 相爱穿梭千年2        | Vương Lâm         | Vai chính |
| 2017           | Cửu Châu Hải Thượng Mục Vân Ký               | 九州·海上牧云记      | Phán Hề           | Vai phụ   |
| 2018           | Vua Mạo Hiểm Vệ Tư Lý 2: Người Máu Xanh      | 冒险王卫斯理之蓝血人 | Phương Thiên Nhai | Vai chính |
| 2019           | Chỉ vì được gặp em                           | 只为遇见你           | Cao Khiết         | Vai chính |
| 2020           | Phong Thanh                                  | 风声                 | Lý Ninh Ngọc      | Vai chính |
| 2021           | Thiên Long Bát Bộ                            | 天龙八部             | Vương Ngữ Yên     | Vai chính |
| 2021           | Tuyết Trung Hãn Đao Hành                     | 雪中悍刀行           | Từ Vị Hùng        | Khách mời |
| Chưa phát sóng | Canh Gác Bầu Trời                            | 守望苍穹             | Sarah             | Vai chính |